# Анджейкі (Підляське воєводство)
Анджейкі (пол. Andrzejki) — село в Польщі, у гміні Ломжа Ломжинського повіту Підляського воєводства.
Населення — 72 особи (2011).
У 1975-1998 роках село належало до Ломжинського воєводства.

## Демографія
Демографічна структура станом на 31 березня 2011 року:
|          | Загалом | Допрацездатний вік | Працездатний вік | Постпрацездатний вік |
| -------- | ------- | ------------------ | ---------------- | -------------------- |
| Чоловіки | 35      | 3                  | 26               | 6                    |
| Жінки    | 37      | 8                  | 20               | 9                    |
| Разом    | 72      | 11                 | 46               | 15                   |